# ジャフェット・アマダー
ジャフェット・イシドロ・アマダー・エルナンデス（Japhet Isidro Amador Hernandez、1987年1月19日 - ）は、メキシコ合衆国バハ・カリフォルニア州ムレへ出身のプロ野球選手（内野手）。右投右打。
NPB史上最重量選手だった。
メキシコ時代の愛称は"エル・ヒガンテ・デ・ムレへ"("El Gigante de Mulegé")（ムレヘから来た巨人）。日本ではアマちゃんなどと呼ばれていた。
日本の一部メディアではヤペテ・アマドールとも表記される場合がある。

## 経歴

### プロ入りとオイラーズ時代
2007年にリーガ・メヒカーナ・デ・ベイスボルのミナティトラン・オイラーズに入団。

### レッドイーグルス時代
2009年6月26日にベラクルス・レッドイーグルスに移籍。

### 第一次レッドデビルズ時代
2010年3月16日にメキシコシティ・レッドデビルズと契約を結んだ。
2011年3月30日にレッドデビルズと再契約を結んだ。

### アストロズ傘下時代

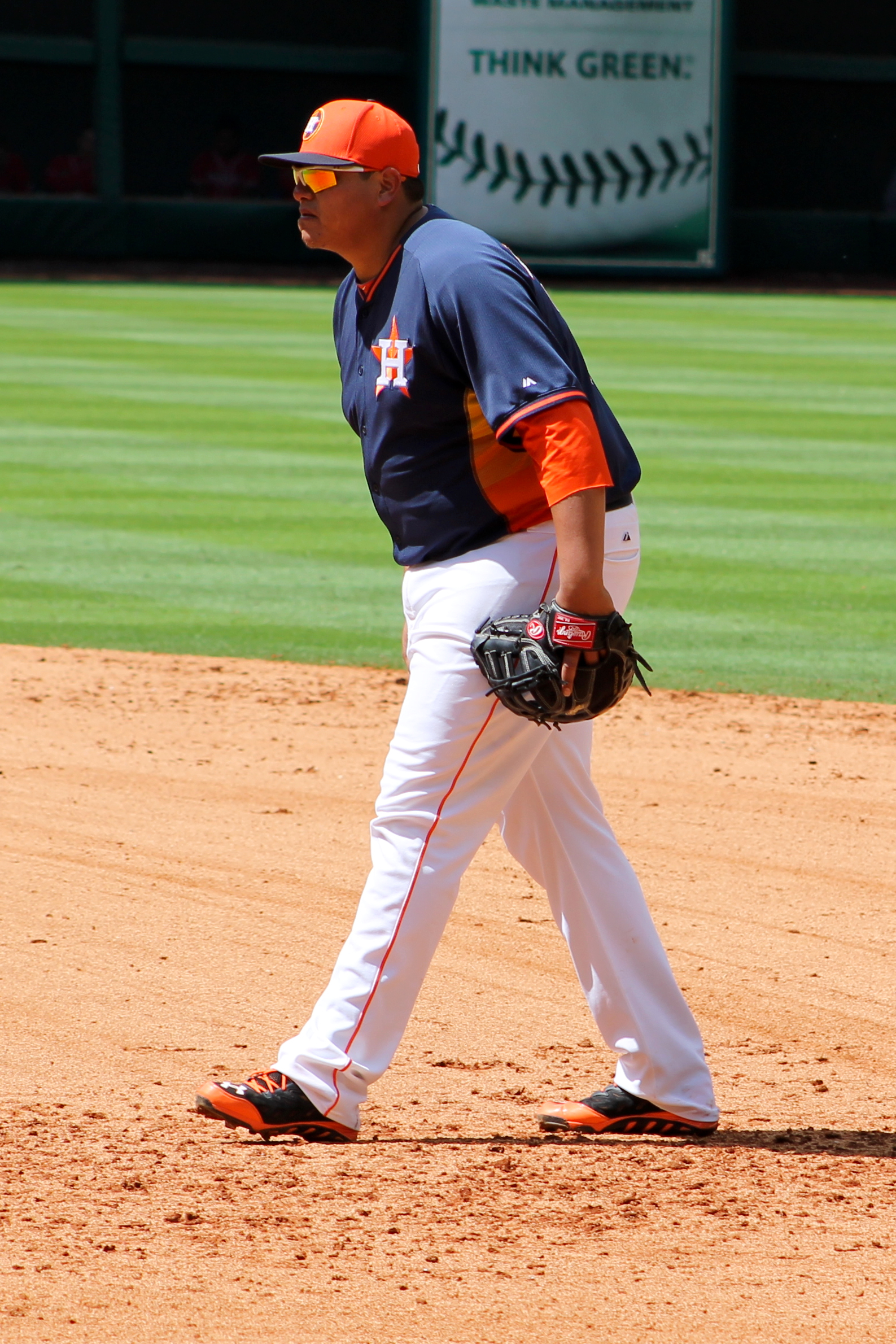
2014年3月30日

2013年8月18日にトレードでヒューストン・アストロズへ移籍した。
2014年4月22日に2010年からの所属先であるメキシコシティに派遣された。同年限りでアストロズを退団。

### 第二次レッドデビルズ時代
2015年もレッドデビルズでプレーした。同年は103試合に出場し、打率.346、41本塁打、117打点を記録。最多本塁打・最多打点を獲得し、MVPを受賞した。

### 楽天時代
2015年12月24日に、東北楽天ゴールデンイーグルスとの契約に合意したことが発表された。推定年俸は3,000万円で、背番号は42。入団発表時点での体重は137kgで、NPBの球団に在籍経験のある選手では、日本人を含めても歴代で最も重かった。
2016年はオープン戦初戦（2月21日）の初打席で本塁打を放ったが、3月3日の練習中に左手首の三角線維軟骨複合体を損傷。全治8週間と診断されたため、実戦への復帰は5月中旬にまで持ち越された。5月25日の対埼玉西武ライオンズ戦（西武プリンスドーム）に、「5番・指名打者」としてスタメンで一軍デビューを果たすと、2回表の第1打席で三塁打を放った。しかし、同月5月28日の対北海道日本ハムファイターズ戦（楽天Koboスタジアム宮城）6回裏の打席で、三塁へのゴロを放った直後に左手甲を痛めて途中交代。左手第4中指骨の骨挫傷で全治8週間と診断され、4試合に出場しただけで、5月29日に出場選手登録を抹消された。7月22日に再び登録されると、7月30日の対千葉ロッテマリーンズ戦（QVCマリンフィールド）9回表に、代打でNPB公式戦初本塁打。8月には、8月26日からの対オリックス・バファローズ3連戦で途中入団のカルロス・ペゲーロと揃って3試合連続本塁打を記録するなど、1か月間で8本の本塁打を放った。しかし、9月2日の対福岡ソフトバンクホークス戦8回裏の打席で左脇腹を痛めると、中前安打を放った後に交代。交代後に左腹斜筋の損傷で全治に2～3週間を要することが判明したため、9月3日付で再び登録を抹消されたが、10月2日の同カード（いずれもコボスタ宮城）から一軍に復帰。一軍公式戦全体では、故障が相次いだ影響で39試合の出場にとどまったが、打率.258、9本塁打、19打点という成績を残した。シーズン終了後に、NPBの球団に所属する選手からただ1人、「侍ジャパン 野球オランダ代表 野球メキシコ代表 強化試合」（東京ドーム）のメキシコ代表に選出。4番打者として出場した11月11日の第2戦では、2回表の第1打席で、野村祐輔からソロ本塁打を放った。11月28日には、推定年俸3,000万円という条件で、翌年の契約を結んだことを発表。また、球団が新たに契約を結んだフランク・ハーマンが背番号42を着用することに伴って、背番号を49に変更した。
2017年はオープン戦期間中の3月に開催された第4回ワールド・ベースボール・クラシックのメキシコ代表に選出された。1次ラウンド3試合で打率.500（10打数5安打）、1本塁打、2打点という成績を残した。1次ラウンド敗退でチームへ再び合流したが、3月下旬にインフルエンザB型へ感染したものの、NPB2年目で初めて公式戦を一軍でスタートさせた。一軍チーフコーチの池山隆寛の発案でペゲーロとゼラス・ウィーラーを上位に並べた打線の「4番・指名打者」を任されたが、アマダー自身の打率は1割台に低迷した。その影響で打順の降格・スタメン落ち・二軍調整も経験したが、5月には満塁本塁打や2試合連続本塁打を記録。「3番・指名打者」に起用された7月22日の対オリックス戦（Koboパーク宮城）では、2回裏の第1打席に放った2点本塁打でNPB移籍後初めてのシーズン2桁（10号）本塁打へ到達したことを皮切りに、3打席連続本塁打を含む4安打で5打点を挙げた。楽天の選手が一軍公式戦で1試合に3本塁打を記録した事例は、2007年の山﨑武司以来2人目だが、3打席連続での記録はアマダーが初めてである。7月23日の同カードでは、同点で迎えた9回裏の先頭打者として西勇輝からサヨナラ本塁打を記録。このような好調を背景に、7月28日の同カード（ほっともっとフィールド神戸）では、故障で戦線を離脱したペゲーロに代わって2番打者へ初めて起用された。7月には1か月間で8本の本塁打を記録するなど好調だった。9月1日の対ソフトバンク戦（福岡ヤフオク!ドーム）に「4番・一塁手」と先発出場した際に、2回表の打席で、東浜巨が投じた内角高めへの抜け球に激高。マウンド上の東浜へダッシュで詰め寄り、止めようとしたソフトバンクの選手を次々と投げ飛ばしたりしたため、威嚇行為でNPB移籍後初めての退場処分を受けた。9月19日の対日本ハム戦から9月21日の対オリックス戦（いずれもKoboパーク宮城）まで、3試合連続本塁打を記録。19日に放った1本目がシーズン20号本塁打であったため、先に20本塁打へ到達したウィーラー・ペゲーロと合わせて、「同一球団に在籍する3人の外国人選手が同一シーズンでいずれも20本以上の本塁打」というNPB一軍公式戦史上初のチーム記録を達成した。結局、チームは3位でレギュラーシーズンを終えたが、チーム3位の23本塁打を放ってクライマックスシリーズ（CS）進出へ貢献した。CSファーストステージでいったん登録を外れたが、チームのステージ突破で臨んだソフトバンクとのファイナルステージ（福岡ヤフオク!ドーム）から再び登録されると、「7番・指名打者」としてスタメンに起用された第1戦（10月18日）の2回表第1打席でバックスクリーン直撃のソロ本塁打を放った。アマダーは第3戦（10月20日）でも本塁打を放ったが、チームは10月22日の第5戦で敗れたことによって日本シリーズへの進出を逃した。シリーズ終了後の11月27日、推定年俸6,000万円（前年から倍増）という条件でウィーラー・ペゲーロなどと揃ってチームに残留することが発表された。
2018年は春先こそ不調だったものの、7月には11本の本塁打を放つなど打線をけん引する活躍を見せる。ところが8月9日、同年6月13日に行われたドーピング検査でアマダーは、禁止薬物のクロルタリドンとフロセミドに陽性反応を示したことから日本野球機構から6か月間の出場停止処分、球団からは自宅謹慎処分を科された。アマダーは「身に覚えがない」とコメントしているため、球団は摂取物など再調査の上改めて事実関係を公表するとしている。12月2日に自由契約公示され、翌3日に楽天は契約を更新しないことを発表した。

### 第三次レッドデビルズ時代
2019年、古巣のメキシコシティ・レッドデビルズに復帰。4月5日のキンタナロー・タイガース戦で、アマダーは、完成したばかりの新しい本拠地エスタディオ・アルフレド・ハルプ・ヘルーでの公式戦第1号ホームランを放った。同年は打率.346、28本塁打、115打点の成績を残した。
2020年はCOVID-19の影響でシーズン中止となったため、公式戦での出場は無かった。
2021年は2シーズンぶりにプレー。
2023年4月21日、ホームのエスタディオ・アルフレド・ハルプ・ヘルーで行われたシーズン開幕戦にて、メキシコシティ・レッドデビルズはキンタナロー・タイガースに6回終了時点で0-10と大差をつけられていたが、その後8点を返して2点差とし、9回裏2アウト満塁で打席を迎えたアマダーはカウント2-2から逆転満塁サヨナラホームランを放ち、レッドデビルズは12-10で劇的な開幕戦勝利を飾った。この試合でアマダーは5打数3安打6打点の活躍を見せた。

## 選手としての特徴
圧倒的な長打力が武器の巨漢スラッガー。追い込まれてからの粘りと選球眼の良さも魅力。一塁の守備では、ハンドリングと送球の回転の良さに定評がある。

## 人物
Japhet Amadorの発音は、英語読みで「ヤフェット・アマドゥー」、メキシコ（メキシコ・スペイン語）読みで、「ジャフェ・アマドル」と読まれる。また、Japhetはポルトガルなどヨーロッパでも見られる人名である。
元チームメイトのゼラス・ウィーラーとは仲が良い。

## 詳細情報

### 年度別打撃成績
| 年 度    | 球 団    | 試 合 | 打 席 | 打 数 | 得 点 | 安 打 | 二 塁 打 | 三 塁 打 | 本 塁 打 | 塁 打 | 打 点 | 盗 塁 | 盗 塁 死 | 犠 打 | 犠 飛 | 四 球 | 敬 遠 | 死 球 | 三 振 | 併 殺 打 | 打 率 | 出 塁 率 | 長 打 率 | O P S |
| -------- | -------- | ----- | ----- | ----- | ----- | ----- | -------- | -------- | -------- | ----- | ----- | ----- | -------- | ----- | ----- | ----- | ----- | ----- | ----- | -------- | ----- | -------- | -------- | ----- |
| 2016     | 楽天     | 39    | 138   | 132   | 15    | 34    | 3        | 2        | 9        | 68    | 19    | 0     | 0        | 0     | 0     | 6     | 0     | 0     | 32    | 6        | .258  | .290     | .515     | .805  |
| 2017     | 楽天     | 121   | 460   | 417   | 35    | 99    | 9        | 0        | 23       | 177   | 65    | 0     | 1        | 0     | 2     | 39    | 0     | 2     | 102   | 18       | .237  | .304     | .424     | .729  |
| 2018     | 楽天     | 62    | 234   | 212   | 27    | 57    | 6        | 0        | 20       | 123   | 42    | 1     | 0        | 0     | 0     | 22    | 0     | 0     | 57    | 8        | .269  | .338     | .580     | .918  |
| NPB：3年 | NPB：3年 | 222   | 832   | 761   | 77    | 190   | 18       | 2        | 52       | 368   | 126   | 1     | 1        | 0     | 2     | 67    | 0     | 2     | 191   | 32       | .250  | .311     | .484     | .795  |

- 2018年度シーズン終了時
- 各年度の太字はリーグ最高

### 年度別守備成績
| 年 度 | 球 団 | 一塁手 | 一塁手 | 一塁手 | 一塁手 | 一塁手 | 一塁手   |
| 年 度 | 球 団 | 試 合  | 刺 殺  | 補 殺  | 失 策  | 併 殺  | 守 備 率 |
| ----- | ----- | ------ | ------ | ------ | ------ | ------ | -------- |
| 2016  | 楽天  | 4      | 36     | 1      | 0      | 3      | 1.000    |
| 2017  | 楽天  | 29     | 171    | 11     | 0      | 13     | 1.000    |
| 2018  | 楽天  | 2      | 16     | 1      | 0      | 2      | 1.000    |
| NPB   | NPB   | 35     | 223    | 13     | 0      | 18     | 1.000    |

- 2018年度シーズン終了時

### 表彰
NPB
- 月間サヨナラ賞：1回 （2017年7月）

### 記録
NPB
- 初出場・初先発出場：2016年5月25日、対埼玉西武ライオンズ10回戦（西武プリンスドーム）、5番・指名打者で先発出場
- 初打席・初安打：同上、2回表に菊池雄星から中越三塁打
- 初本塁打・初打点：2016年7月30日、対千葉ロッテマリーンズ15回戦（QVCマリンフィールド）、9回表に三好匠の代打で出場、西野勇士から左越2ラン
- 初盗塁：2018年4月7日、対福岡ソフトバンクホークス2回戦（楽天生命パーク宮城）、7回裏に二盗（投手：森唯斗、捕手：甲斐拓也）

### 背番号
- 42（2016年）
- 49（2017年 - 2018年）
- 29（2019年 - ）

### 代表歴
- 2017 ワールド・ベースボール・クラシック・メキシコ代表